# Йоханссон, Айнер
Айнер Байнкамп Йоханссон (дат. Ejner Bainkamp Johansson, 7 марта 1922 года, Копенгаген — 28 сентября 2001) — датский писатель, историк искусств; сценарист и режиссёр, продюсер, журналист, радиоведущий.

## Краткая биография
Айнер Йоханссон в 1956 году защитил магистерскую диссертацию в области истории искусств.
Начинал как журналист, был ведущим на радио. В середине 1960-х годов начал работать на телевидении как продюсер и сценарист. Автор серии телевизионных передач «Тема» (дат. Tema, с 1966 года) и «Художник и его город» (дат. En maler og hans by, с 1988 года).
Айнер Йоханссон — автор нескольких книг по истории искусств.

## Премии и награды
- 1984: LO's kulturpris[дат.]
- 1998: N.L. Høyen Medaljen[дат.] (медаль присуждена Датской королевской академией изящных искусств)[3]

## Семья
Его сын Карстен Йоханссон (род. 2 октября 1943 в Дании) эмигрировал в Соединённые Штаты Америки и стал архитектором в Нью-Йорке. Среди его пятерых детей (внуков Айнера Йоханссона) — две киноактрисы, Скарлетт Йоханссон (род. 1984) и Ванесса Йоханссон (род. 1980), и их брат киноактёр Хантер Йоханссон (род. 1984).

## Публикации
- Richard Mortensen (1962)
- Andersens ansigter (1992)
- De danske malere i München: Et ukendt kapitel i dansk guldalderkunst. 246 sider. 108 illustrationer, overvejende i farver. Indb. kr. 325. Spektrum (1997)
- Historie og forvandling // Arkitektur DK, Årg. 42, nr. 8 (1998)
- Tegninger af Hermann Ernest Freund blandt N.L. Høyens papirer // Magasin fra Det kongelige Bibliotek, Årg. 14, nr. 2 (1999)